# Джозеф Арчер Кроу
Сер Джозеф Арчер Кроу KCMG (25 жовтня 1825, Лондон; 6 вересня 1896, Гамбург-на-Таубері, сьогодні Вербах, Німеччина) був англійським журналістом, консульським чиновником та істориком мистецтва, чиї томи «Історії живопису в Італії», написані у співавторстві з італійським критиком Джованні Баттіста Кавальказелле (1819–1897), стоять на початку дисциплінованого сучасного письма з історії мистецтва англійською мовою, заснованого на хронології розвитку окремих художників та знавстві ідентифікації індивідуальних манер або «рук» художника.
Їхня багатотомна «Нова історія живопису в Італії» продовжувала переглядатися та перевидаватися до 1909 року, після смерті обох. Хоча зараз вони застаріли, їх досі часто цитують сучасні історики мистецтва.

## Життя

### Раннє життя
Кроу народився на Слоун-стріт, 141, Лондон, син журналіста Ейр Еванс Кроу та його дружини Маргарет Арчер. Незабаром після його народження сім'я переїхала до Франції, де пройшло дитинство Кроу, здебільшого в Парижі, де його батько працював кореспондентом лондонської «The Morning Chronicle»; його дім був центром ліберального та мистецького кола, де змішувалися французи та емігранти.
У ранньому віці Кроу виявив значні здібності до живопису і вступив до студії Поля Делароша в Парижі, разом зі своїм братом Ейром Кроу, який став художником історичних жанрових сюжетів, і другом та амануенсом Вільям Мейкпіс Теккерей.

### Журналістика
Він повернувся до Англії з батьком у 1843 році, слідуючи за ним у журналістику як кореспондент «The Morning Chronicle» та «Daily News». 

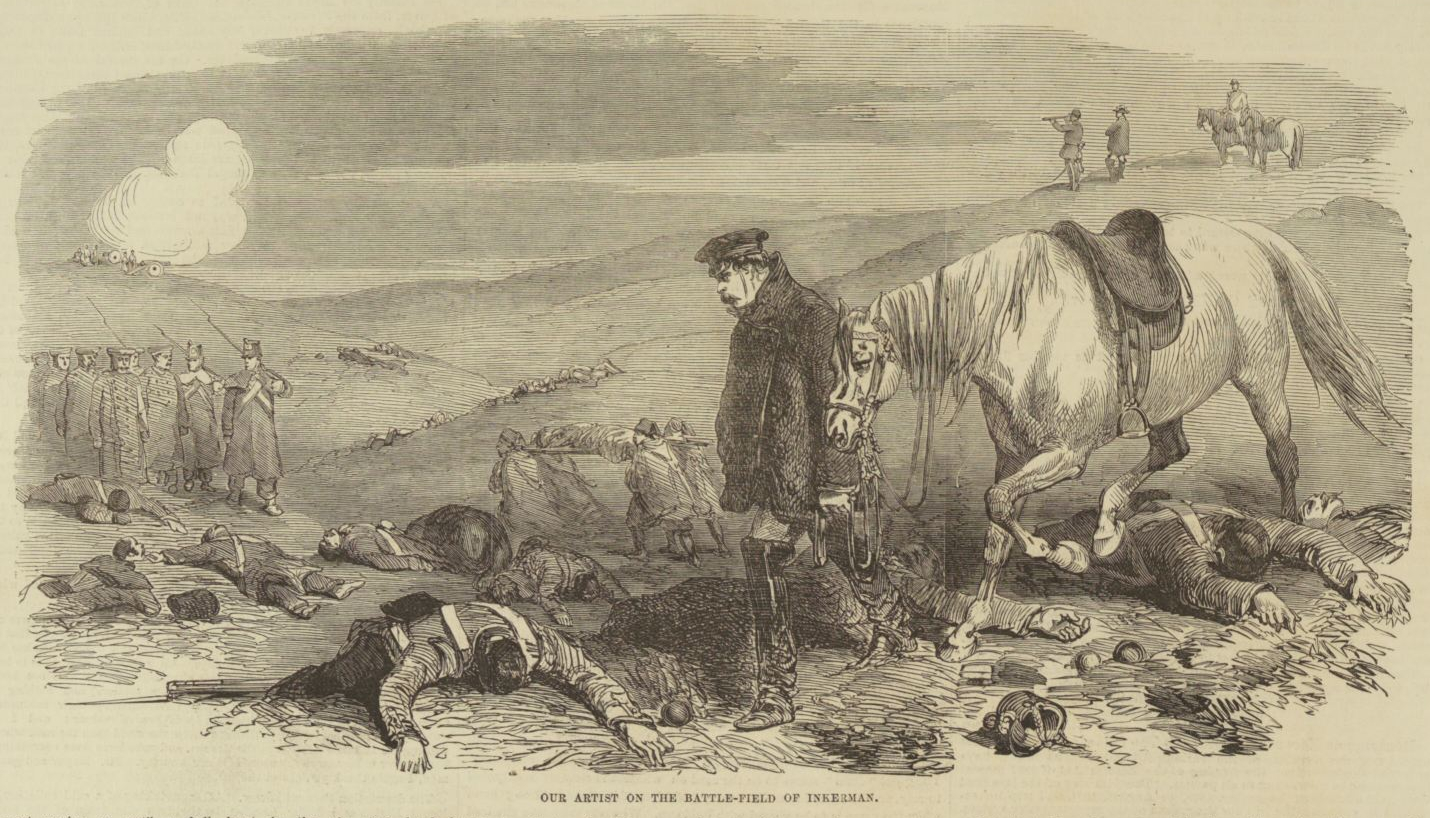
Кроу на Інкерманському полі бою в 1854 році

 Під час Кримської війни він працював кореспондентом «Illustrated London News». Після повернення з Криму він отримав пропозицію очолити художню школу в Індії. Він поїхав туди, але коли посада не матеріалізувалася, він знову зайнявся журналістикою, працюючи кореспондентом «Таймс» під час Індійського повстання. Хвороба скоротила його перебування в Індії, і він повернувся до Англії. Він був кореспондентом «Таймс» під час Австро-італійської війни в 1858 році і був присутній на битва під Сольферіно.

### Дипломатична кар'єра
Завдяки впливу лорда Джона Рассела, Кроу був призначений генеральним консулом у Саксонії в 1860 році, і в цій якості він представляв французькі інтереси в Лейпцигу під час Франко-прусської війни в 1870 році. У 1872 році він був призначений генеральним консулом у Вестфалії та Рейнських провінціях у Дюссельдорфі, а в 1880 році комерційним аташе при посольствах у Берліні та Відні. У 1882 році він був підвищений до комерційного аташе для всієї Європи, базуючись у Парижі. У 1883 році він був секретарем Дунайської конференції в Лондоні. У 1889 році повноважним представником на конференції Самоа в Берліні, а в 1890 році британським посланником на Конгресі телеграфу в Парижі. За ці послуги він був нагороджений кавалером Ордена Лазні 14 березня 1885 року та Орден Святого Михайла і Святого Георгія 21 травня 1890 року.

### Історичне письмо про мистецтво
У 1846 році, за пропозицією батька, Кроу почав збирати матеріали для історії ранніх фламандських художників. Наступного року, подорожуючи між Берліном і Віднем, Кроу випадково познайомився з молодим італійським студентом мистецтва, Джованні Баттіста Кавальказелле. Це знайомство було відновлено пізніше і закріплено дружбою в Лондоні, куди Кавальказелле втік як політичний біженець. Вони вирішили співпрацювати над роботою про фламандських художників, яку Кроу мав у руках. Вони разом відвідували колекції та шукали рукописи, і жодна деталь не була вирішена, доки її повністю не обговорили між собою. Сам текст був написаний Кроу. Вони продовжили співпрацю над історіями італійського живопису та монографіями про Тіціана та Рафаеля.

### Сім'я
Кроу одружився з Астою фон Барбі (бл. 1841-1908), дочкою барона Густава фон Барбі та Евеліни фон Ріббентроп, у Готі, Німеччина, 11 квітня 1861 року. У них було троє синів, включаючи сера Ейра Кроу, і чотири дочки.

### Смерть
Він помер у замку Гамбург у Франконія 6 вересня 1896 року.

## Публікації
З Кавальказелле:
- Дж. А. Кроу та Г. Б. Кавальказелле (1857). «Ранні фламандські художники: відомості про їхнє життя та творчість». Альбемарль-стріт, Лондон: Джон Мюррей.
- Джозеф Арчер Кроу та Джованні Баттіста Кавальказелле (1909). Едвард Хаттон (ред.). «Нова історія живопису в Італії, з другого по шістнадцяте століття», том II з трьох томів: Сієнська школа XIV століття; Флорентійська школа XV століття. Дж. М. Дент (Лондон) і Е. П. Даттон (Нью-Йорк).
- Джозеф Арчер Кроу та Джованні Баттіста Кавальказелле (1912). Танкред Бореніус (ред.). «Історія живопису в Північній Італії, Венеція, Падуя, Віченца, Верона, Феррара, Мілан, Фріулі, Брешія, з чотирнадцятого по шістнадцяте століття», том 1 (без попереднього перегляду). Альбемарль-стріт, Лондон: Джон Мюррей.
- Джозеф Арчер Кроу та Джованні Баттіста Кавальказелле (1871). «Історія живопису в Північній Італії, Венеція, Падуя, Віченца, Верона, Феррара, Мілан, Фріулі, Брешія, з чотирнадцятого по шістнадцяте століття», том 2. Альбемарль-стріт, Лондон: Джон Мюррей.[9]
- «Тіціан: його життя та часи» (у двох томах, 1877)
- «Рафаель: його життя та творчість» (у двох томах 1883–5)

Кроу також редагував «Чичероне, або мистецький путівник по живопису в Італії» Якоб Буркгардт (1873-9) та «Довідник живопису Куглера: німецькі, фламандські та голландські школи» (1874).
У 1865 році він опублікував автобіографію «Спогади про тридцять п'ять років мого життя».
«Історія живопису» Кроу та Кавальказелле переглядалася Кроу до моменту його смерті, а потім Сендфорд Артур Стронг (помер у 1904 році) та Роберт Ленгтон Дуглас, які випустили перший і другий томи нового шеститомного видання Мюррея у 1903 році; третій том, відредагований Ленгтоном Дугласом, вийшов у 1909 році. Передруковане оригінальне видання, оновлене анотаціями Едварда Хаттона, було опубліковано Дентом у трьох томах у 1909 році.

## Зовнішні посилання
- [[Родинне середовище Кроу у webve.org (арх. 26 October 2009)]
- Коротка біографія Кавальказелле